# 天祖神社 (さいたま市)
天祖神社（てんそじんじゃ）は、埼玉県さいたま市中央区にある神社。

## 歴史
創建年代は不明である。ただ文政年間（1818年 - 1830年）の『与野町並絵図』に記載されていることから、その頃までには既に存在していたものと推測される。同市同区の円乗院が別当寺であった。
1875年（明治8年）、近代社格制度に基づく「村社」に列せられた。翌年に、これまで円乗院の管理下のあった当社と隣接する大国社、御嶽社の社地を公園として整備する計画が持ち上がり、1877年（明治10年）に与野公園として開園した。

## 交通アクセス
- 与野本町駅より徒歩11分。